# Gmina Kaštelir-Labinci
Kaštelir-Labinci (wł. Castellier-Santa Domenica) – gmina w Chorwacji w żupanii istryjskiej.

## Miejscowości i liczba mieszkańców (2011)
- Babići - 75
- Brnobići - 152
- Cerjani - 20
- Deklići - 38
- Dvori - 51
- Kaštelir - 329
- Kovači - 52
- Krančići - 73
- Labinci - 294
- Mekiši kod Kaštelira - 21
- Rogovići - 101
- Rojci - 65
- Roškići - 61
- Tadini - 65
- Valentići - 66